# 國際金融中心·釜山銀行站
國際金融中心·釜山銀行站（：／ Gukje-geumnyung-senteo-Busan-eunhaeng yeok */?）是釜山地鐵2號線沿線的一座地下車站，位於韓國釜山廣域市南區門峴洞。該站原名門田站，2014年時更名為現在名稱。

## 車站結構
站體為1面2線島式月台的地下車站，候車月台設有月台幕門，並有4處出口。

### 月台配置
| 門峴 ↑   |
| 下 上 \| |
| ↓ 田浦   |

| 月台 | 路線               | 目的地                               |
| ---- | ------------------ | ------------------------------------ |
| 上行 | ●釜山都市铁道2号线 | 大淵、金蓮山、水營、海雲臺、萇山方向 |
| 下行 | ●釜山都市铁道2号线 | 西面、沙上、德川、湖浦、梁山方向     |

## 歷史
- 2001年8月8日：門田站（문전역）落成啟用。
- 2014年12月5日： 更名為現在站名。

## 車站周邊
- 門峴金融集團（朝鲜语：문현금융단지）
- 荒嶺隧道
- 釜山銀行總行
- 城東初等學校
- 門峴女子高校
- Home plus（朝鲜语：홈플러스）西店
- E-mart門峴店
- 釜山國際金融中心商場（朝鲜语：BIFC몰）（BIFC Mall）
- 韩国银行釜山分行

## 圖片

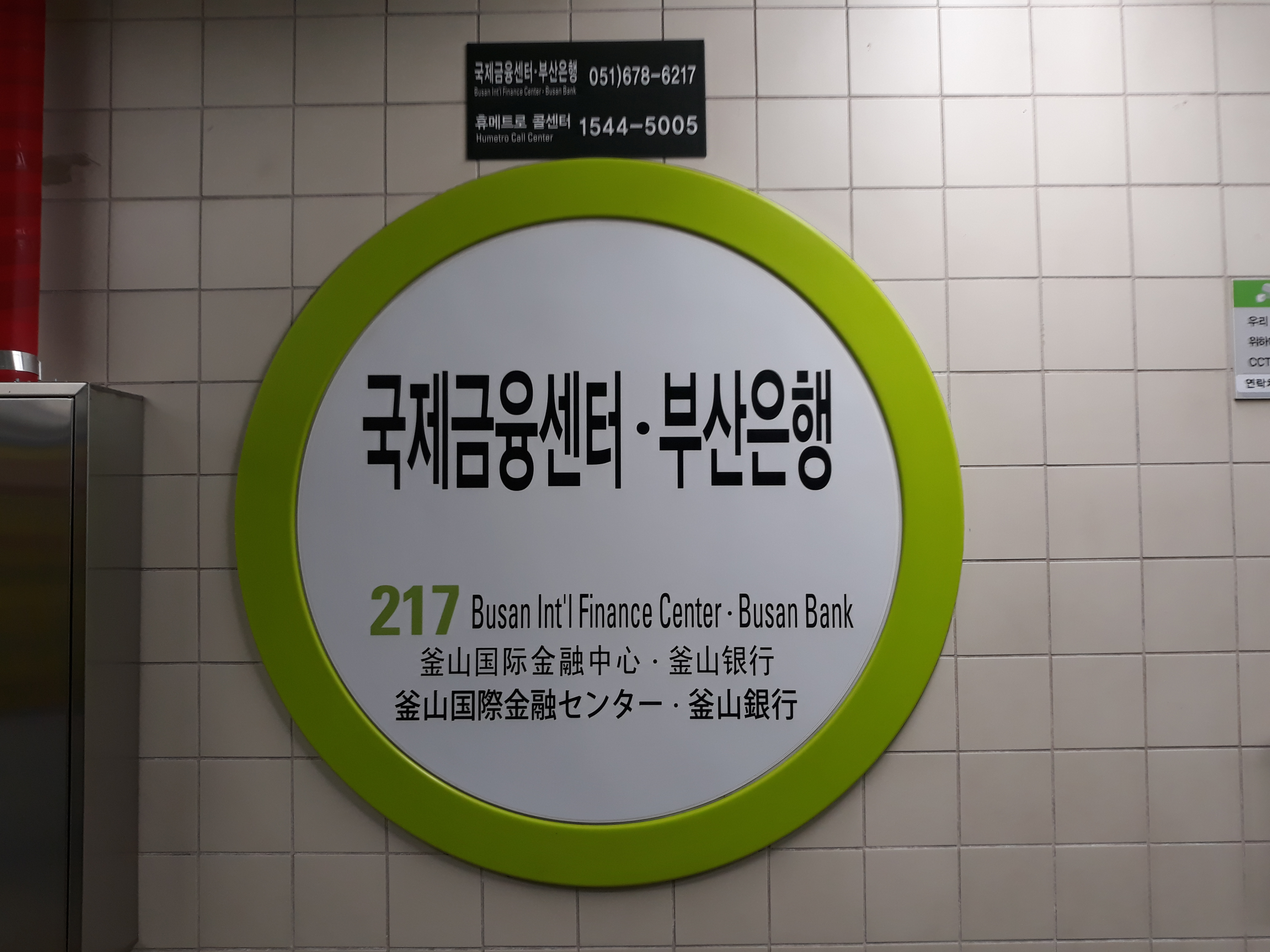
站名牌
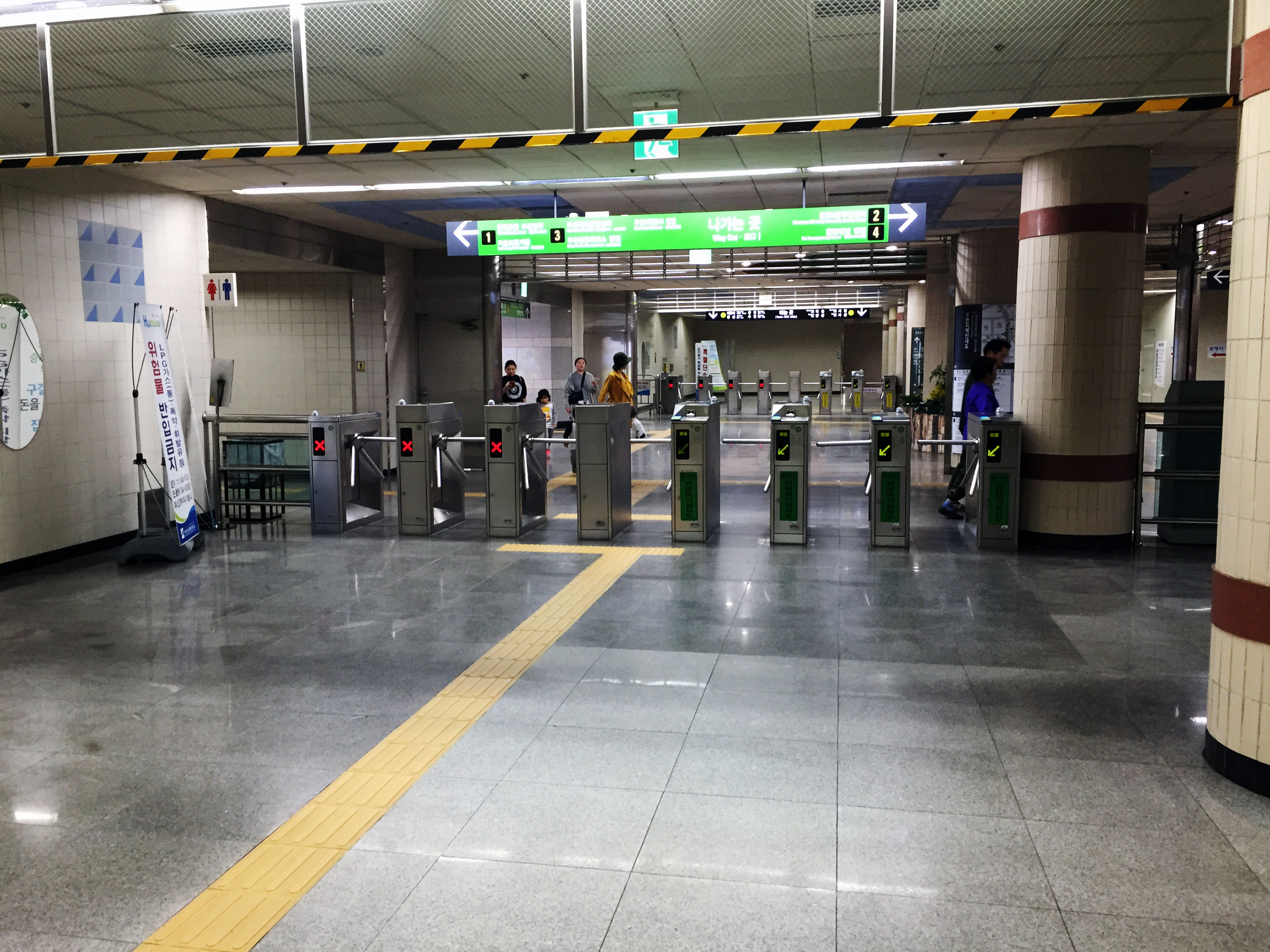
剪票閘口
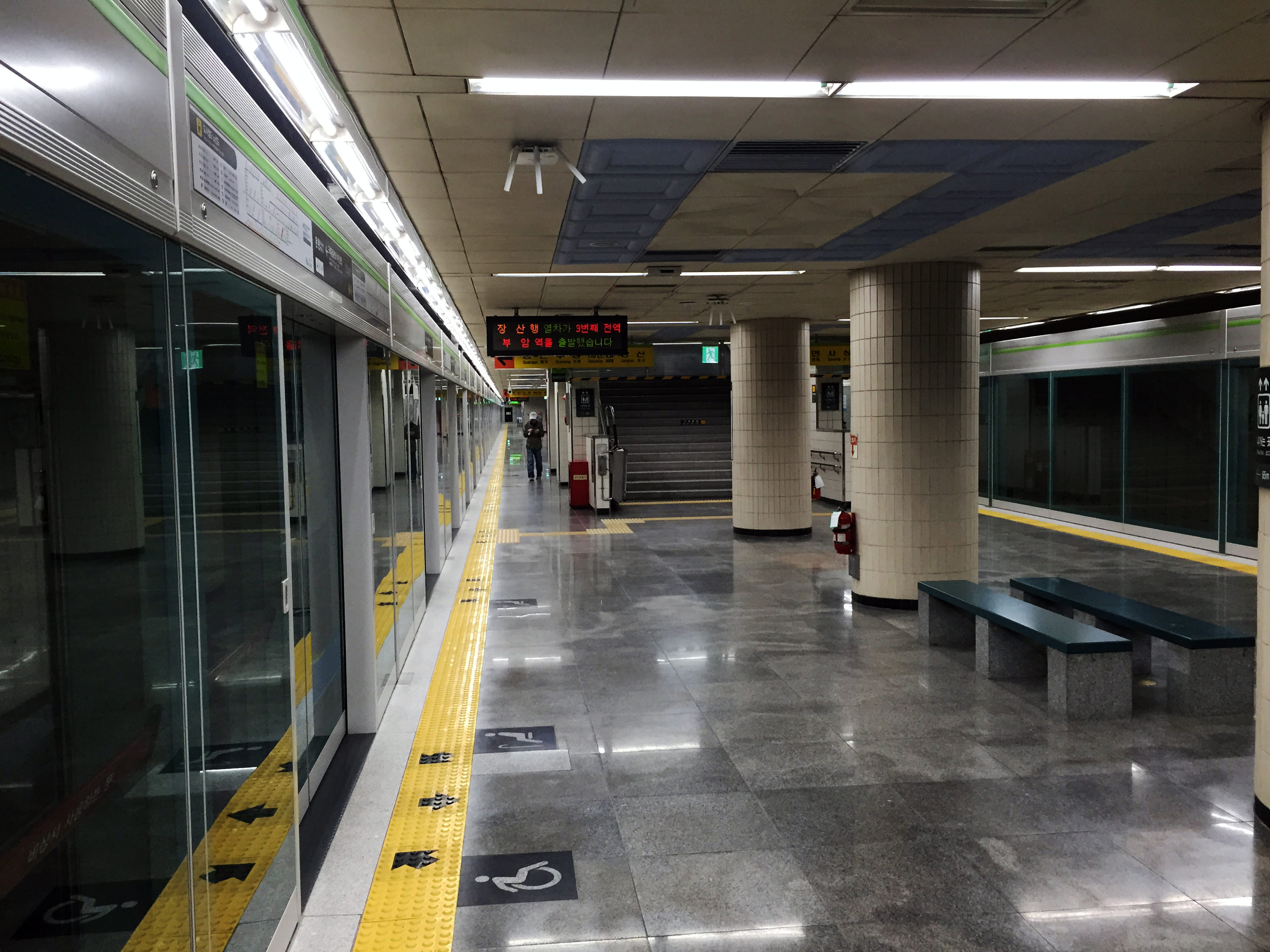
候車月台
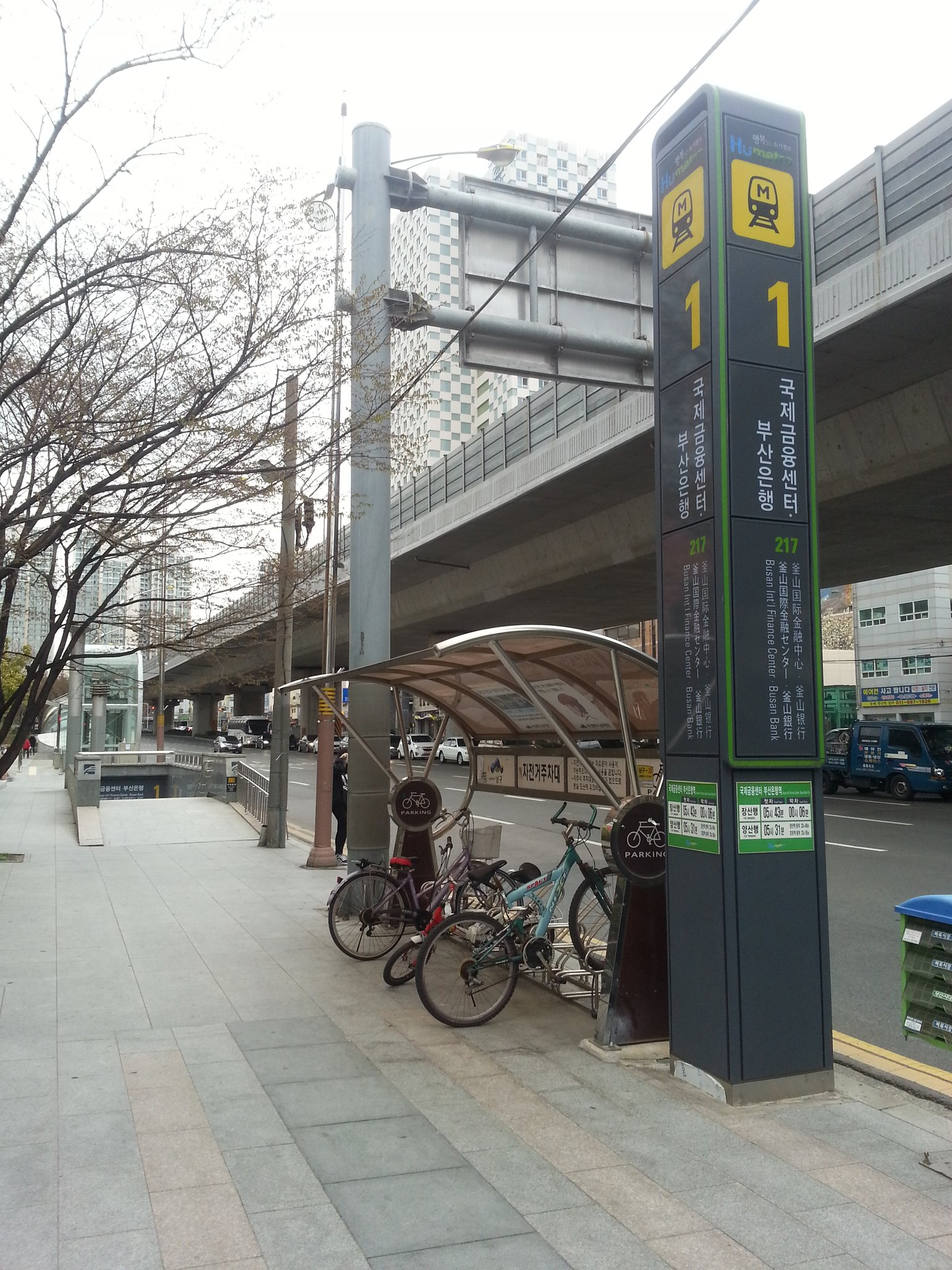
1號出口

## 相鄰車站
釜山交通公社
●釜山都市铁道2号线
門峴（216）－國際金融中心·釜山銀行（217）－田浦（218）